# (15154) 2000 FW30
(15154) 2000 FW30 là một tiểu hành tinh vành đai chính. Nó được phát hiện bởi Seiji Ueda và Hiroshi Kaneda ở Kushiro, Hokkaidō, Nhật Bản, ngày 27 tháng 3 năm 2000.